# Inscription araméenne de Laghman

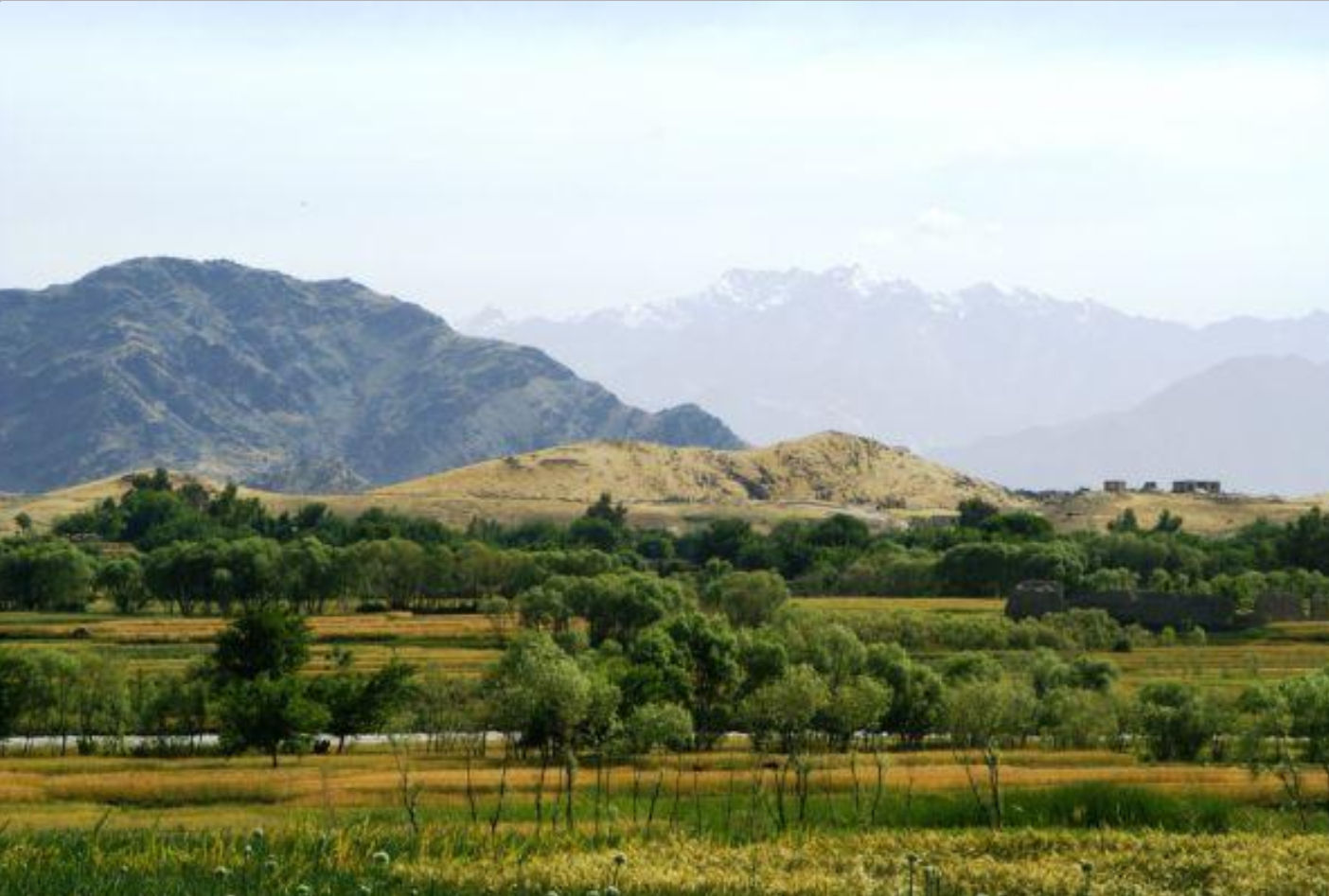
Vallée de Laghman.

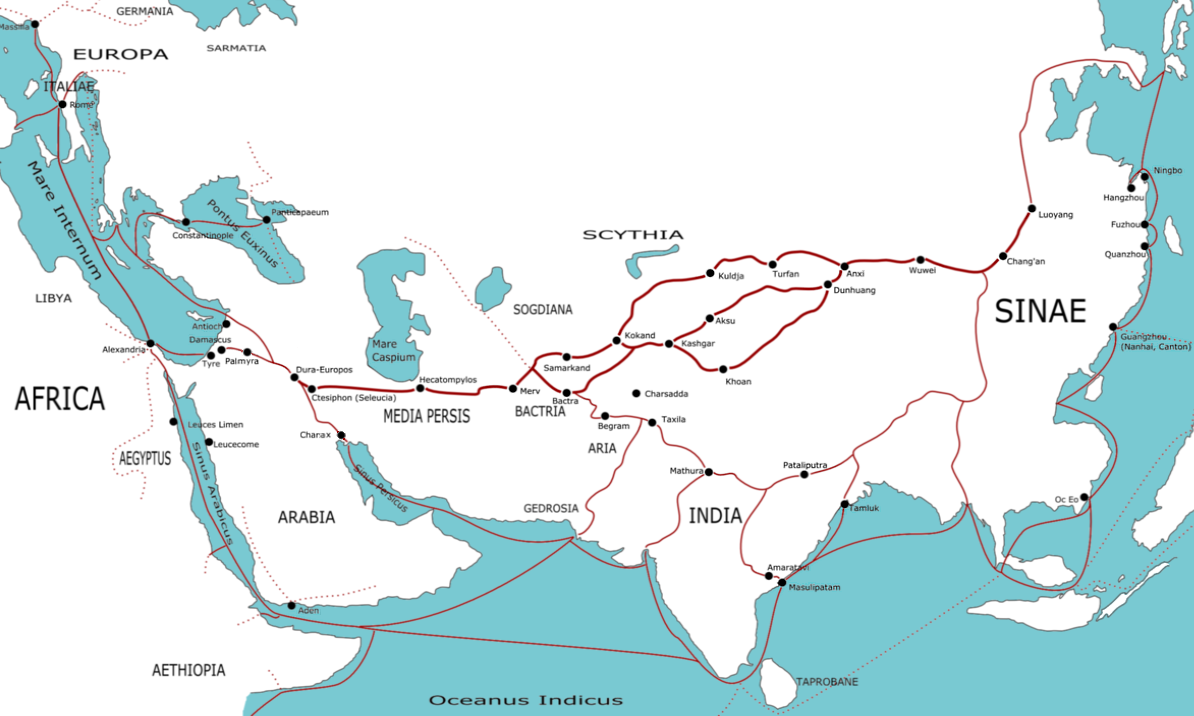
La vallée de Laghman était un point de passage obligé sur la grande route commerciale menant à Palmyre.

L'inscription araméenne de Laghman est une inscription sur rocher de la vallée de Laghmân, Afghanistan, écrite en langue araméenne par l'empereur indien Ashoka aux environs de 260 av. J.-C., et souvent catégorisée comme l'un des Édits mineurs sur rocher. Cette inscription a été publiée en 1970 par André Dupont-Sommer. L'araméen ayant été la langue officielle de l'empire achéménide, disparu en 320 av.J-C avec les conquêtes d'Alexandre le Grand, il semble que cette inscription s'adressait directement aux populations de cet ancien empire encore présentes dans le nord-ouest de l'Inde, ou bien aux populations frontalières dont l'araméen restait la langue d'usage.
La découverte de cette inscription fait suite à celle de plusieurs autres inscriptions en araméen ou en grec (ou les deux ensembles), écrites par Asoka. Les plus célèbres sont l'inscription bilingue de Kandahar, écrite en grec et en araméen, ou les Édits grecs d'Ashoka, aussi découverts à Kandahar. Auparavant, en 1915, Sir John Marshall découvrit une inscription en araméen à Taxila, en 1932 une autre inscription en araméen fut découverte dans la vallée de Laghman à Pul-i-Darunteh, l'Inscription araméenne de Lampaka, puis en 1963 une inscription "indo-araméenne" alternant langue indienne et en langue araméenne, mais utilisant uniquement les caractères araméens, les parties araméennes traduisant les parties indiennes transcrites dans l'alphabet araméen, découverte elle aussi à Kandahar, l'Inscription araméenne de Kandahar.
Le texte de l'inscription a été traduit comme suit:

« En l'an 10, voici, le roi Priyadasi a expulsé la vanité de parmi les hommes prospères,
amis de ce qui se fait de vain, amis de ce qui se pêche de créatures de poissons.

A 200 "arcs", c'est là-bas le lieu appelé Tadmor.

C'est ici la route KNPTY, c'est-à-dire (la route) du Jardin:

plus de 120 ("arc"). A TRT', ici: 100. Au-dessus: 80.

Fait avec Wasu le juge. »

— Traduction d'André Dupont-Sommer
La traduction est légèrement incomplète mais apporte quelques précieuses indications. Elle mentionne d'abord la propagation de règles morales, ce qu'Ashoka appellera le "dharma" dans ses Édits d'Ashoka, consistant en l'abandon de la vanité et au respect de la vie des animaux (ici, abandon de la pêche).
Ensuite, l'inscription mentionne la ville de Tadmor (Palmyre), destination de la grande route commerciale menant de l'Inde au bassin méditerranéen, située à 3800 km de là. La distance de la ville est donnée en arcs, une unité inconnue, mais qui pourrait représenter une journée de route d'un archer, de 15 à 20 kilomètres. D'autres distances ensuite sont données, ce qui permet d'interprêter l'inscription de Laghman comme une sorte de borne informative sur la grande route commerciale avec l'ouest.
Il s'agit de la plus ancienne des inscriptions d'Ashoka connues, avec l'inscription bilingue de Kandahar, toutes deux étant datées de l'an 10 du règne d'Ashoka.
Une autre inscription en araméen, quasi identique, a encore été découverte à proximité dans la vallée de Laghman, et publiée en 1974.